# Jožef Potočnik
Jožef Potočnik (tudi Josip Pototschnig), slovenski pravnik in politik, * 5. februar 1753, Kropa, † 8. avgust 1808, Šmartno pod Šmarno goro.

## Rodbinske vezi
Potočnik Jožef, mlajši brat slikarja J. Potočnika, je bil
rojen 5. febr. 1753 v Kropi v hiši št,32 (sedaj 58) kot tretji sin fužinarja Gregorja Potočnika in njegove druge žene Marijane Toman. 

## Življenje in delo
Prvi pouk mu je dal kurat Gliha, nato je obiskoval jezuitsko gimnazijo v Ljubljani ter na Dunaju 1778 doktoriral iz prava.  Konec leta 1778 je odprl v Ljubljani odvetniško pisarno, 1781 pa prevzel za umrlim dr. Janezom Bleybergom kot mestni »sindicus« vodstvo magistralne pisarne in mesto aktuarja pri meničnem sodišču. Ob preosnovi ljubljanskega mestnega odbora je  26. sept. 1786 postal župan ter vodil županske posle do 24. jun. 1787. Kot župan je pokazal svoje odlične organizatorske sposobnosti. Njegova dela so bila med drugimi tudi odprava starega mestnega obzidja z Vodnimi in Špitalskimi vrati in preložitev živinskih sejmov z Marijinega na Kapucinski (sedaj Kongresni) trg. Prodaji mestnih nepremičnin (zlasti na Prulah), ki jih je  zahteval Jožefu II. se je sicer upiral, vendar jih je moral izvršiti. Te razmere so mu zagrenile nadaljnje delovanje in mu olajšale sprejeti sklep, da se umakne z mesta župana in sprejeti ponudeno mu mesto apelacijskega svetnika pri apelacijskem sodišču v Celovcu. Tu je slovel kot izvrsten pravnik, kateremu so se poverili posebno kočljivi in težavni primeri. Ostal je sicer v statusu apelac. sodišča v Celovcu do 1799, toda že od 1790 dalje je deloval kot dvorni komisar večinoma zunaj okoliša celovskega sodišča, tako na Predarlskem, kjer je odpravil vzroke nemirov, nastalih zaradi tamkajšnih nevzdržnih sodnih razmer. Enako uspešno je poravnal podobne nevšečnosti na Tirolskem. V priznanje za te zasluge mu je bilo okt. 1790 podeljeno plemstvo. Leta 1793 je služboval kot dvorni organizacijski komisar v Gorici, 1795 pa v Trstu. Tam je bil 1801 imenovan za predsednika trgovskega in meničnega sodišča, kjer si je pridobil spoštovanje in ugled gospodarskih krogov. Zaradi vojnih dogodkov pa je bil že konec istega leta postavljen za predsednika civilnega sodišča v Benetke, kjer je ostal do 1805. Od tod bi moral oditi na vodilno mesto na Dunaj, pa je bil na prošnjo tržaških trgovcev, takrat kot pravi dvorni svetnik, zopet imenovan za predsednika trg. in meničn. sodišča v Trstu ter tam službovat do svoje smrti. Pri obisku sorodnika Jožefa Zupana, župnika v Šmartnem pod Šmarno goro, ga je v noči od 7. na 8. avg. 1808 zadela kap. Pokopan je na šmartinskem pokopališču.
Potočnik je bil eden največjih juridičnih talentov, kar smo jih imeli v dobi pred 1848. Bil je tudi — kar je izjema za to dobo — zaveden Slovenec, ki tudi v Trstu ni nikoli zatajil svojega rodu in bil v stalni zvezi z rodoljubnimi krogi na Kranjskem. Vseeno je bil med Italijani v Trstu in Benetkah izredno priljubljen, kar izpričuje dejstvo, da ga je mesto Trst sprejelo med svoje patricije. Spomin na njega je ostal še dolgo časa po njegovi smrti živ med sodobniki. Jakob Zupan se ga spominja v svoji prigodnici ob imenovanju Mateja Ravniharja za tržaškega škofa. V sodobnih nemških posmrtnicah se Potočnik opisuje  kot »izredno nadarjen in delaven pravnik, ki je združeval obširno strokovno znanje z največjo osebno poštenostjo«. Wurzbach ga označuje za »pravo diko avstrijskega uradništva in enega najboljših kranjskih sinov«. Potočnikovo doktorsko in plemiško diplomo hrani Narodni muzej Slovenije v Ljubljeni.